# Albert Precht
Albert Precht (* 28. Juli 1947 in Bischofshofen, Österreich; † 8. Mai 2015 auf Kreta, Griechenland) war ein österreichischer Kletterer und Bergsteiger.

## Leben
Der staatlich geprüfte Berg- und Skiführer war gelernter Tischler und bis zu seiner Pensionierung als Zugführer bei der ÖBB tätig. Er ist Autor mehrerer Kletter- und Gebietsführer der Gebiete Hochkönig und Tennengebirge. Albert Precht führte mehr als 1000 Erstbegehungen, davon rund 70 free solo, vor allem in seinen Heimatgebirgen Hochkönig und Tennengebirge, aber auch in den Granitbergen Nord-Norwegens und Korsikas sowie im Sandstein Jordaniens (Wadi Rum) und Omans durch.

„Die Zahl von 800 Erstbegehungen hatte sich durch mein Buch „Tausendundein Weg“ in den Medien verbreitet. Später habe ich – zumindest für die Öffentlichkeit – meine Erstbegehungen nicht mehr gezählt. Inzwischen passierte dennoch einiges und plötzlich steht da ein Jubiläum an, und zwar die „Tausendste““

Albert Precht galt als Vertreter einer strengen Kletterethik. Er lehnte den Einsatz von Bohrhaken bei Erstbegehungen ab. In diesem Stil gelangen ihm Routen bis zum oberen achten Grad, bis zum unteren achten Grad sogar free solo. Die Schwierigkeitsangaben von Precht werden von Wiederholern oft als deutlich zu niedrig eingestuft. In Verbindung mit der meist sehr schlechten Absicherung führte dies häufig zum Scheitern von Wiederholungsversuchen. Dafür hat sich in der lokalen Kletterszene der Ausdruck abprechteln eingebürgert.
Seit Mitte der 1990er-Jahre sanierte Albert Precht einige seiner Routen mit Bohrhaken. 2003 wurde er mit dem Goldenen Verdienstzeichen des Landes Salzburg ausgezeichnet.
Am 8. Mai 2015 kam Albert Precht bei einem Kletterunfall auf der Insel Kreta ums Leben, mit ihm starb sein langjähriger Seilpartner Robert Jölli. 2014 hatte er noch einen Kletterführer dieser Region publiziert.

## Werke
- Alpenvereinsführer Tennengebirge, Bergverlag Rother, München 1986, ISBN 3-7633-1246-3
- Alpenvereinsführer Hochkönig, Bergverlag Rother, München 1989, ISBN 3-7633-1259-5
- Tausendundein Weg, Autobiografie, AS-Verlag, Zürich 2003, ISBN 3-905111-97-7
- Kreta Klettern. 11 Klettergebiete, 100 Kletterrouten inbegriffen Alpingeschichte zum Anfassen; [Paradies - Ostkreta], (Eigen-Verlag) Bischofshofen  2014.
- Nach oben. Nach oben. Nach oben – Schlüsselmomente aus tausend Erstbegehungen. Verlag Anton Pustet, Salzburg 2013, ISBN 978-3-7025-0706-0